# Bernard Nadler (Lost)

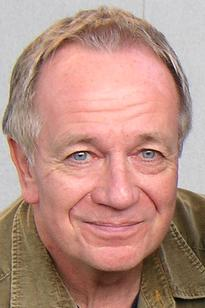
Bernard Nadler

Bernard Nadler (Sam Anderson) este unul dintre personajele secundare din serialul de televiziune american Lost.